# Markt Nordheim
Markt Nordheim település Németországban, azon belül Bajorországban. Lakosainak száma 1174 fő (2023. december 31.). Markt Nordheim Bad Windsheim, Sugenheim és Weigenheim községekkel határos.

## Népesség
A település népessége az elmúlt években az alábbi módon változott:
| Lakosok száma | 551  | 701  | 455  | 1116 | 1144 | 1146 | 1147 | 1130 | 1143 | 1174 |
|               | 1875 | 1950 | 1975 | 1987 | 2012 | 2014 | 2016 | 2017 | 2021 | 2023 |